# 박현국
박현국(朴賢國, 1959년 12월 20일~)은 대한민국의 정치인이다. 제46대 경상북도 봉화군수(민선 8기)이다. 제10·11대 경상북도의회 의원을 지냈다.

## 학력
- 동양초등학교
- 봉화중학교
- 봉화고등학교
- 동양대학교 경영학과 졸업

## 경력
- 대구일보 편집국 차장
- 한국농업경영인 봉화군연합회 봉성면 회장
- 한국농업경영인 봉화군연합회 회장
- 2014년 7월 1일~2018년 6월 30일: 제10대 경상북도의회 의원
- 2018년 7월 1일~2022년 5월 1일: 제11대 경상북도의회 의원
- 2022년 7월 1일~: 46대 봉화군수(초선, 국민의힘)
- 2023년 8월~: 남북9축 고속도로 추진협의회 부회장

## 전과
- 산지관리법위반: 벌금 2,500,000원 - 2010년 9월 2일 선고[1]

## 역대 선거 결과
|  | 38% |

|  | 44.15% |

|  | 18.67% |

|  | 52.59% |

|  | 47.43% |

|  | 73.40% |